# Maria Enriqueta Montoro Bravo

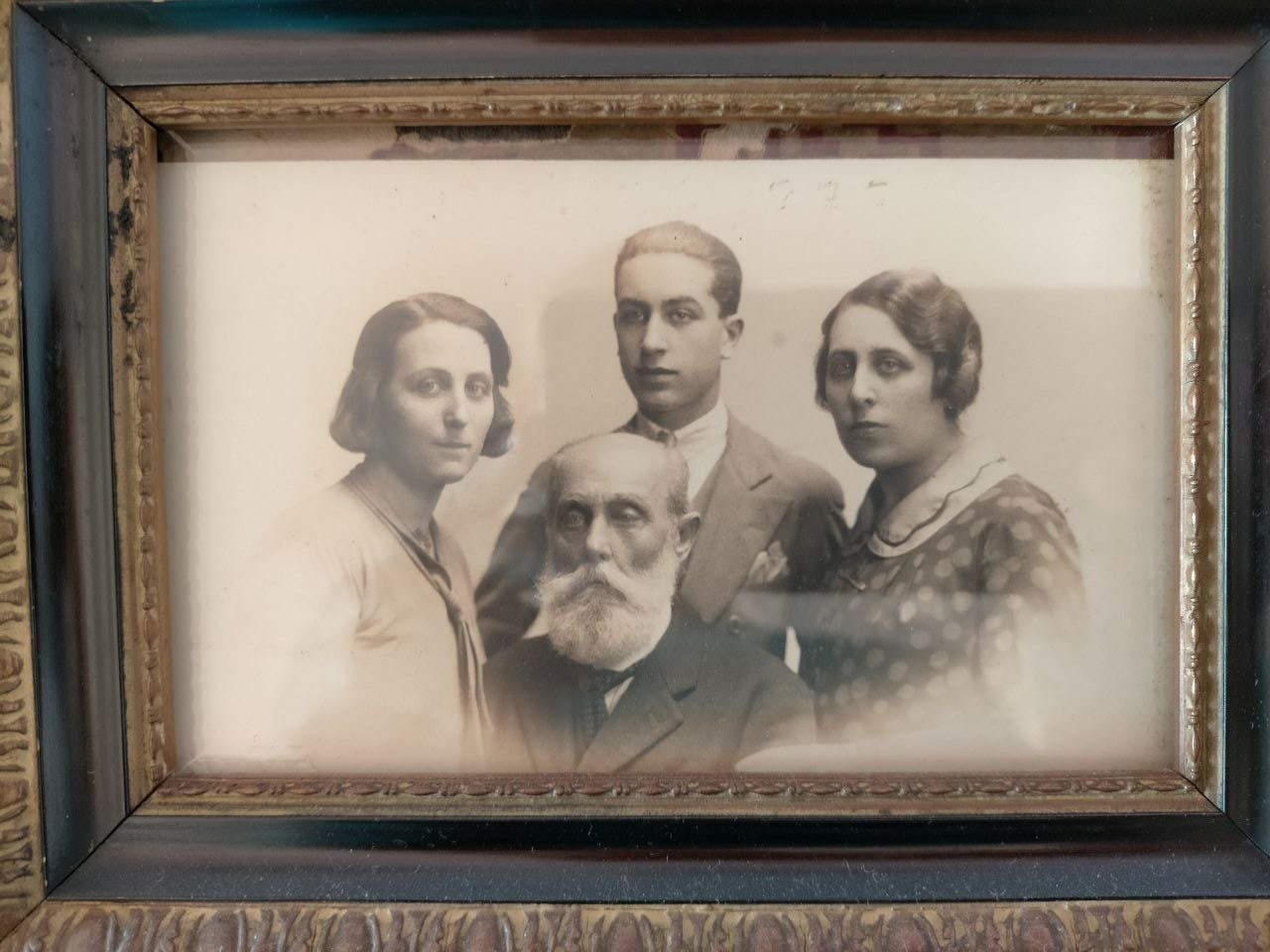
Maria Enriqueta Montoro con su padre, hermana y cuñado

Maria Enriqueta Montoro Bravo (Barcelona, 26 de febrero de 1892 - Barcelona, agosto 1969) conocida también como Manri Montoro fue una republicana y comunista española. Perseguida por el franquismo, cumplió una larga condena en la prisión de mujeres de Les Corts. Participó en la reconstrucción clandestina del Partido Socialista Unificado de Cataluña (PSUC).

## Trayectoria
Nacida en Barcelona, hija María Bravo Gutiérrez y de Enrique Montoro Padilla, condestable de la armada (1856-1934), era una mujer culta, feminista, republicana y de ideología izquierdista. Ella y su hermana Ida Montoro (1894-1976) fueron alumnas en su infancia de la recién creada Escuela Moderna de Francesc Ferrer i Guardia.
Tuvo una larga trayectoria laica, republicana y feminista, participando en numerosas iniciativas feministas de las décadas de 1920 y 1930. Se unió Carme Karr Alfonsetti en Acció Femenina en la década de 1920, donde ejerció como secretaria. Por discrepancia con los cambios de estatutos de Acció Femenina, que pierdieron la condición de laicidad, ella y otras mujeres dejaron la asociación y fundaron el Ateneo Republicano Femenino, que disolvieron tras la proclamación de la República «porque ya no tenía razón de existir».
En 1931 formó parte del Ateneu Pi Margall. En 1932 participó en el Frente Único Femenino de Izquierdas y fue miembro del primer Comité Central, presidido por Rosa Maria Arquimbau i Cardil, con Àngela Graupera y Gil y Anna Murià y Romero como vicepresidentas primera y segunda respectivamente y Maria Dolors Bargalló y Serra como secretaria; Montoro ocupó el cargo de vicesecretaria.
Fue una de las dieciocho mujeres militantes de diversos partidos progresistas (Esquerra Republicana de Catalunya, Partido Radical Democrático, Acción Republicana, Acció Catalana, Unió Socialista de Catalunya y Partido Republicano Radical Socialista Catalán) que en enero de 1934 firmaron «un manifiesto a las mujeres de izquierda» en la que pedían que, en las próximas elecciones municipales, las mujeres de izquierda votaran las candidaturas de coalición republicana.
En 1934 participa en el Club Femenino y de Deportes de Barcelona como secretaria general, siendo su presidenta en enero de 1935.
De carácter generoso y solidario, durante la Guerra Civil se mantuvo al margen del conflicto y asistió a algunos religiosos perseguidos, motivada en parte por su vínculo familiar con su tía, la monja Carmen Montoro Padilla, fallecida en Almería en 1937. A finales de 1939, el dirigente del PSUC, Alejandro Matos (Julio) se presentó en su casa solicitando su colaboración para ayudar a presos políticos, sus familias y a exiliados, Montoro accedió y contribuyo con una cuota mensual de 2 pesetas al partido y entre 5 y 20 pesetas por el Socorro Rojo Internacional.
En enero de 1940 fue desarticulada la primera dirección clandestina del PSUC, y Alejandro Matos fue torturado y asesinado en la comisaría. El nombre de Maria Enriqueta aparecía en sus documentos y fue detenida junto a todos los componentes del grupo.
El informe favorable de la empresa Unicolor, SA, que destacaba su rectitud y fidelidad, juntos con los informes de la Falange y del inspector Eduardo Quintela Bóveda, que la definían como «una persona moderada, de ideología republicana, pero de buenos sentimientos, excelentes costumbres morales y enemiga de cualquier libertinaje», no lograron evitar que fuera condenada a 12 años y 1 día de prisión.
Trasladada a la Cárcel de mujeres de Les Corts, se convirtió junto a María de la Purificación de la Aldea, en una figura respetada incluso por las monjas, por su capacidad de organización, ayuda y solidaridad hacia las presas más desfavorecidas.
Nunca renunció a sus ideales, que se fortalecieron en prisión. Tras obtener la libertad condicional en 1948, se instaló en Barcelona y convivió varios años con su compañera de prisión María de la Purificación Aldea, una exfuncionaria represaliada que también había sido inhabilitada como comadrona. Ambas subsistían con trabajos de costura a domicilio y participaron activamente en la reconstrucción del PSUC. Fueron nuevamente detenidas y procesadas en 1958 en un juicio sumarísimo que había comenzado meses antes y se prolongó durante años.

## Memoria histórica
Durante la década de 1970 la militante comunista y expresa política Tomasa Cuevas Gutiérrez regresó del exilio y recorrió España para localizar a antiguas compañeras de cautiverio, recopilando sus memorias y plasmándolas en una valiosa trilogía que fue publicada en la década de 1980, aunque con poca repercusión. Posteriormente, en 1994, esta obra fue reeditada en un solo volumen de 913 páginas titulado Testimonios de mujeres en las cárceles franquistas. En el capítulo dedicado a la Prisión de Mujeres de Les Corts, María Enriqueta Montoro Bravo es mencionada repetidamente como una prisionera emblemática, reconocida con gratitud y admiración.
En 1994 la violinista inglesa Mavis Bacca Dowden publicó el libro Acusada de espía en la Barcelona Franquista, 1939-1943, en el que rememoraba su paso por la Cárcel de mujeres de Les Corts y coincidía en considerar a María Enriqueta Montoro Bravo un ejemplo de fortaleza y solidaridad.